# Севський район
Севський муніципальний район — адміністративна одиниця на південному сході Брянської області Росії.
Адміністративний центр — місто Севськ.

## Географія
Площа району — 1220 км². Основні річки — Сев. Рельєф Севського району сформований західними відрогами Середньо-Російської височини. По його території протікають віднесені до басейну Дніпра річка Сев і її притока Сосниця. У районі переважають сірі лісові ґрунти, є дерено-підзолисті й темно-сірі лісові. Район порівняно бідний корисними копалинами, які представлені загальнопоширеними будівельними матеріалами й Новоямським родовищем крейди. Ресурсний потенціал району доповнюють лісові ресурси.
Через Лемешівку протікає річка Сичівка, ліва притока Івоткі.

## Історія
5 липня 1944 року Указом  Президії Верховної Ради СРСР була утворена Брянська область, до складу якої, поряд з іншими, був включений і Севський район.

## Демографія
Населення району становить 18,2 тис. чоловік, у тому числі в міських умовах проживають близько 7 тис. Усього налічується 88 населених пунктів.

## Адміністративний поділ
У складі району 1 міське й 7 сільських поселень (Доброводське, Косицьке, Новоямське, Подлесноновосельське, Пушкінське, Троєбортновське, Чемлизьке).

## Освіта
З метою реалізації основних напрямків державної освітньої політики в Севському районі функціонує 30 освітніх установ, з них: 22 загальноосвітні школи (8 - середні, 11 - основні, 3 - початкові), 3 дошкільні установи з охопленням 229 дітей дошкільного віку, 2 установи додаткової освіти дітей, спеціальна (коррекційна) школа - інтернат 8 виду (78 учнів), Центр психолого-медико-соціального супроводу, ГБОУ НПО ПУ-34 міста Севськ. У загальноосвітніх школах району навчаються 1482 учнів.